# Caso Sherbert v. Verner
Sherbert v. Verner (1963), foi um caso no qual a Suprema Corte dos Estados Unidos considerou que a Cláusula do livre exercício da Primeira Emenda exigia que o governo demonstrasse um interesse imperioso e que a lei em questão foi estritamente adaptada antes de negar o seguro-desemprego a alguém que foi demitido porque os requisitos de seu trabalho conflitavam substancialmente com sua religião.